# Clytra rubrimaculata
Clytra rubrimaculata es un coleóptero de la familia Chrysomelidae. Fue descrita científicamente por primera vez en 1992 por Tang.